# Stazione di Brolo-Ficarra
La stazione di Brolo-Ficarra è una stazione ferroviaria posta sulla linea Palermo-Messina al servizio dei comuni Brolo e Ficarra.

## Storia
Venne costruita come stazione passante in superficie, sul vecchio tracciato della linea ferroviaria Palermo-Messina realizzato in ritardo rispetto al programma di costruzioni ferroviarie in Sicilia che, iniziato dalla Società Vittorio Emanuele, dovette essere completato prima dalla Società Italiana per le strade ferrate meridionali dal 1872 e finito, dal 1885 in poi, dalla Società per le Strade Ferrate della Sicilia. La stazione entrò in servizio, il 20 novembre 1893, unitamente al tronco Patti-Capo d'Orlando-Naso, della linea Messina – Palermo. La stazione inizialmente era provvista solamente di telegrafo.
Verso la fine degli anni novanta iniziò il declino dell'infrastruttura ferroviaria: dapprima fu dismesso lo scalo merci, successivamente fu chiuso il fabbricato viaggiatori con i relativi servizi trasformandola in una semplice fermata impresenziata. Infatti il 9 dicembre 2007 è avvenuta anche la soppressione del Capostazione.
Dal 24 aprile 2010 il fabbricato viaggiatori è stato ceduto in comodato gratuito al Comune di Brolo che ne cura anche l'apertura al pubblico della sala d'attesa.

## Strutture e impianti
La stazione di "Brolo-Ficarra" è situata al km 146+499 del tracciato della linea Palermo-Messina nel Comune di Brolo. Il fabbricato viaggiatori è su due livelli, di cui il secondo piano era l'alloggio del capostazione, e non presenta elementi architettonici di rilievo. La stazione possiede soltanto un'obliteratrice ed una bacheca con tabella oraria. 
La stazione è gestita in telecomando dal DCO dall'impianto di Palermo Centrale. Il fascio binari comprendeva fino al 19 aprile 2005 tre binari di cui uno tronco, mentre attualmente il piano del ferro comprende due binari per servizio viaggiatori ed uno tronco.

## Movimento
La stazione è utilizzata esclusivamente a servizio regionale, con treni a corta percorrenza. In base alla tabella oraria ferroviaria 2010/11, in essa fermano 28 treni regionali (fra feriali e festivi).

## Servizi
La stazione è fornita di videosorveglianza e annunci sonori; inoltre sono presenti: 
- Biglietteria automatica
- Sala d'attesa

Per quello che riguarda la categorizzazione delle stazioni, RFI la considera di categoria silver.

## Interscambi
All'esterno è presente un parcheggio.
- Fermata autobus